# Юкелье (кантон)

Кантон Юкелье в составе округа

Юкелье (фр. Hucqueliers) — упраздненный кантон во Франции, регион Нор-Па-де-Кале, департамент Па-де-Кале. Входил в состав округа Монтрёй-сюр-Мер.
В состав кантона входили коммуны (население по данным Национального института статистики Архивировано 16 сентября 2012 года. за 2009 г.):
- Авен (33 чел.)
- Алетт (344 чел.)
- Безенгам (341 чел.)
- Бекур (274 чел.)
- Бёссан (500 чел.)
- Бимон (128 чел.)
- Бурт (693 чел.)
- Вершок (600 чел.)
- Викенгем (188 чел.)
- Зотё (501 чел.)
- Кампань-ле-Булонне (592 чел.)
- Килан (59 чел.)
- Кланле (179 чел.)
- Маненгем (145 чел.)
- Паранти (453 чел.)
- Прёр (554 чел.)
- Рюмийи (263 чел.)
- Сен-Мишель-се-Буа (118 чел.)
- Экс-ан-Эрньи (174 чел.)
- Эмбер (247 чел.)
- Энкен-сюр-Байон (221 чел.)
- Эрли (327 чел.)
- Эрньи (222 чел.)
- Юкелье (521 чел.)

## Экономика
Структура занятости населения:
- сельское хозяйство — 29,7 %
- промышленность — 6,2 %
- строительство — 15,9 %
- торговля, транспорт и сфера услуг — 22,7 %
- государственные и муниципальные службы — 25,5 %

## Политика
На президентских выборах 2012 г. жители кантона отдали Николя Саркози в 1-м туре 38,0 % голосов против 26,9 % у Франсуа Олланда и 23,1 % у Марин Ле Пен, во 2-м туре в кантоне победил Саркози, получивший 58,3 % голосов (2007 г. 1 тур: Саркози — 34,6 %, Сеголен Руаяль — 20,5 %; 2 тур: Саркози — 61,7 %). На выборах в Национальное собрание в 2012 г. по 4-му избирательному округу департамента Па-де-Кале они поддержали действующего депутата, кандидата партии Союз за народное движение Даниеля Факеля, набравшего 45,2 % голосов в 1-м туре и 57,2 % — во 2-м туре. (2007 г. 3-й округ. Жан-Клод Леруа (СП): 1-й тур — 42,1 %, 2-й тур — 52,6 %). На региональных выборах 2010 года в 1-м туре победил список социалистов, собравший 27,9 % голосов против 24,6 % у списка «правых» и 18,5 % у Национального фронта. Во 2-м туре единый «левый список» с участием социалистов, коммунистов и «зелёных» во главе с Президентом регионального совета Нор-Па-де-Кале Даниэлем Першероном получил 39,1 % голосов, «правый» список во главе с сенатором Валери Летар занял второе место с 37,7 %, а Национальный фронт Марин Ле Пен с 23,2 % финишировал третьим.
|  | Кандидат     | Партия                  | % голосов |
|  | ------------ | ----------------------- | --------- |
|  | Жан Валлон   | Социалистическая партия | 63,92     |
|  | Серж Депрете | Правые партии           | 36,08     |